# Heinrich Stumpff
Heinrich Adolf  Stumpff (* 8. September 1838 in Bad Homburg vor der Höhe; † 25. Oktober 1905 in Wiesbaden) war ein deutscher Jurist und Präsident des Landgerichts Wiesbaden.

## Leben
Heinrich Stumpff war als Nachfolger des Julius Cramer der 3. Präsident des Landgerichts Wiesbaden. 
In seiner Heimatstadt war er zunächst als Assessor tätig und wurde nach der Annexion des Herzogtums Nassau durch Preußen im Jahre 1866 zum Richter am Kreisgericht Wiesbaden ernannt. Nach siebenjähriger Tätigkeit wurde er dort zum Kreisgerichtsrat befördert und kam nach einer vorübergehenden Verwendung als Hilfsrichter am Appellationsgericht Wiesbaden zum Landgericht Frankfurt. 1882 stieg er zum Oberlandesgerichtsrat am Oberlandesgericht Frankfurt auf und war dort gemeinsam mit Julius Cramer Mitglied des 1. Zivilsenats.
Ende 1893 wechselte er als Präsident zum Landgericht Greifswald und wurde 1897 als Gerichtspräsident an das Landgericht Wiesbaden versetzt, wo er seinen Dienst zum 1. März 1898 antrat. Dieses Amt führte er bis zum 30. September 1904, als er aus gesundheitlichen Gründen ausschied, nachdem er bereits Jahre zuvor aus Krankheitsgründen für jeweils längere Zeiträume beurlaubt worden war. Sein Nachfolger wurde Rudolf Mencke. 

## Auszeichnungen
- 1888 Roter Adlerorden IV. Klasse
- 1897 Roter Adlerorden III. Klasse mit Schleife
- 1901 Geheimer Oberjustizrat
- 1903 Kronenorden II. Klasse
- 1904 Roter Adlerorden II. Klasse